# Dark ambient
Dark ambient (talvolta chiamato isolationism) è un sottogenere della musica ambientale. Il prefisso dark per caratterizzare un certo tipo di musica ambient è emerso nei primi anni novanta e portato alla luce dall'etichetta discografica scandinava Cold Meat Industry, che divenne il punto di riferimento per il genere.

## Caratteristiche principali
Generalmente, la dark ambient è caratterizzata da atmosfere decadenti, macabre, opprimenti, deprimenti, tristi e da sonorità oscure e misteriose. L'uso dei vari strumenti musicali per descrivere queste atmosfere è molto diversificato: infatti le influenze possono spaziare dalla musica elettronica, dall'acustica, ad accenni più industrial, fino ad arrivare alla musica colta. Le composizioni dark ambient sfruttano sovente melodie ripetute, ossessive, a volte spaventose, cupe e possono caratterizzare vari immaginari come quello gotico o quello medievale.
A volte può avere una connotazione malinconica, oltre che apocalittica, esoterica o orrorifica.
Fra i musicisti del genere si annoverano Brian Williams alias "Lustmord", considerato il pioniere della stilistica, i The Protagonist, che influenzarono molti altri artisti grazie alla drammaticità dei toni e alla visionarietà della loro musica, Alio Die, Jeff Greinke, Depressive Silence, Robert Rich, gli Endura, i Raison d'être, gli Elend e Dark Sanctuary, Ethereal City mentre fra coloro che ne sono correlati si possono citare i Black Tape for a Blue Girl e gli Arcana.
Da citare anche i progetti che fecero parte della corrente black/dark ambient francese "Les Légions Noires", ovvero Aäkon Këëtrëh, Amaka Hahina, Moëvöt, Satanicum Tenebrae, Torture e Vzaeurvbtre.

## Sottogeneri
- Black ambient: sottogenere della dark ambient che include alcuni elementi del black metal e del dungeon synth, come l'uso di chitarre elettriche, le sonorità oscure e ipnotiche e la bassa qualità di produzione.[8]
- Deep ambient: sottogenere nato tra anni 1980 e 1990 grazie alle nuove tipologie di sintetizzatori, si distingue per le sonorità più meditative.[9]